# 皮克敏3
《皮克敏3》是一款由任天堂發售的Wii U專用軟體，為睽違9年的皮克敏系列最新作。遊戲於2013年7月13日於日本發售，同年8月4日於美國發售。
遊戲於2020年10月30日在任天堂Switch推出收錄全新要素及全DLC的《皮克敏3 豪華版》，同時由香港任天堂確認系列作首度支援繁體中文與簡體中文。

## 概述
遊戲主角為造訪行星「PNF-404」的宇宙探險隊：阿爾福、布莉特妮、查理3人。在那裡，阿爾福等人遇到名為「皮克敏」的不可思議生物。為了將該行星上的水果種子帶回故鄉，他們將藉由「皮克敏」的力量，在棲息著各種生物的行星內開始進行探索。

## 開發
2008年舉辦的E3電子娛樂展上，宮本茂表明皮克敏系列新作已作為Wii專用軟體開始著手開發。但未提及遊戲的詳細細節及玩法等。相隔3年後的2011年E3電子娛樂展上，宮本茂再度表示，系列新作《皮克敏3》平台將變更為Wii的後繼主機Wii U。他還表示，Wii U上更加清晰的圖像表示和GamePad的輔助螢幕會使遊戲有更好的表現。
2012年6月5日，本作於E3的任天堂發布會上進行首度展示，並宣布將隨WiiU上市時一同發售，但隨後又宣布延遲至2013年年中發售。

### 豪華版
2020年8月5日，任天堂於官網宣布將於同年10月30日於任天堂Switch推出《皮克敏3 豪華版》。
《皮克敏3 豪華版》為首度登陸任天堂Switch的系列作。除收錄Wii U既有的DLC內容之外，還收錄舊作主角：歐利瑪們的額外故事任務、原生生物圖鑑、依遊戲達成度獲得的晉級徽章等要素，並且支援任天堂Switch上兩人分享遊玩功能。

## 評價
本作獲得了普遍的好評。大多數評論者均讚揚其細心的設計，精細的圖像顯示及遊戲玩法。日本電子遊戲雜誌Famitsu對該遊戲給了37/40的評分。IGN將該遊戲評為8.8/10，並稱讚了本作令人驚嘆的設計，但也指出遊戲時數過短的問題。

### 銷售
在日本，《皮克敏3》是發售該週當中最暢銷的遊戲，上市兩天內即售出約9萬3千套的遊戲，並帶動售出約2.2萬台的Wii U主機。在英國，該遊戲首發週位居第二位，僅次於Xbox 360版《我的世界》零售版之後。在美國，本作為首周銷量最高的遊戲，根據NPD Group的數據統計，該遊戲在上市的第一個月就售出了約11萬5千套。截至2022年12月，本作在WiiU售出128萬，在Nintendo Switch售出240萬。

## 外部連結
- 《皮克敏3》官方網站 （页面存档备份，存于）（日語）
- 《皮克敏3》官方網站 （页面存档备份，存于）（英文）
- 《皮克敏3 豪華版》官方網站 （页面存档备份，存于）（繁體中文）